# 北京市郊铁路城市副中心线
北京市郊铁路城市副中心线又称S1线、俗称副中心线小火车，是一条服务于中华人民共和国首都北京市的市域铁路线路。该线西起房山区的良乡站，利用既有京广铁路、西长联络线、北京地下直径线、京哈线、通乔铁路，至通州区的乔庄东站。线路全长63.7公里，共设车站6座，属于北京市郊铁路系统。

## 历史
“S1线”最早是一条自海淀区五路站起，途径石景山区到达门头沟区的市郊铁路，但后来该线路转而采用中低速磁悬浮列车，建设起点也改至石景山区的苹果园站。虽运营名称得以沿用“S1线”，实质上已不是一条市郊铁路线路，且已拥有26号线的规划编号，该编号得以留空，在北京市提出在通州区建设北京城市副中心的规划之后，用于城市副中心线的规划编号。
2017年，北京市政府委托北京城市铁路投资发展有限公司，对京哈线北京东站、通州站两座车站实施了市郊铁路适应性改造，将两座车站的站台由低站台改为高站台，同时将通州站的岛式站台改为侧式站台，同步改建通州站进出站地道，并修缮北京东站、通州站的站房，新增自动售检票设施。2017年12月31日，市郊铁路城市副中心线实现简易通车，运营区段自北京西站起至通州站止，全长29.6公里，设4座车站。
2019年，北京市政府委托北京城市铁路投资发展有限公司，在三间房机场专用线与运河西大街交叉口北侧增设一座市郊铁路临时车站，并命名为乔庄东站，以将城市副中心线的服务范围覆盖至行政办公区附近。增设车站的同时，北京市委托中国铁路北京局集团公司通州工务段，将三间房机场专用线通州至乔庄东区间实施了电气化，同步将这一区间命名为通乔铁路。2019年6月20日，副中心线东延至乔庄东站，里程增加至32.7公里，共设5座车站。
2020年，北京市提出对良乡站进行适应性改造，以实现将城市副中心线通过西长铁路及京广铁路良乡至长阳村段西延至房山区的良乡站的计划。适应性改造工程在良乡站原有站房前小院处新建售检票临时站房，并同步将1站台由低站台改为高站台。2020年6月30日，良乡站恢复办理客运业务，同时城市副中心线西延段实现通车。

## 使用列车

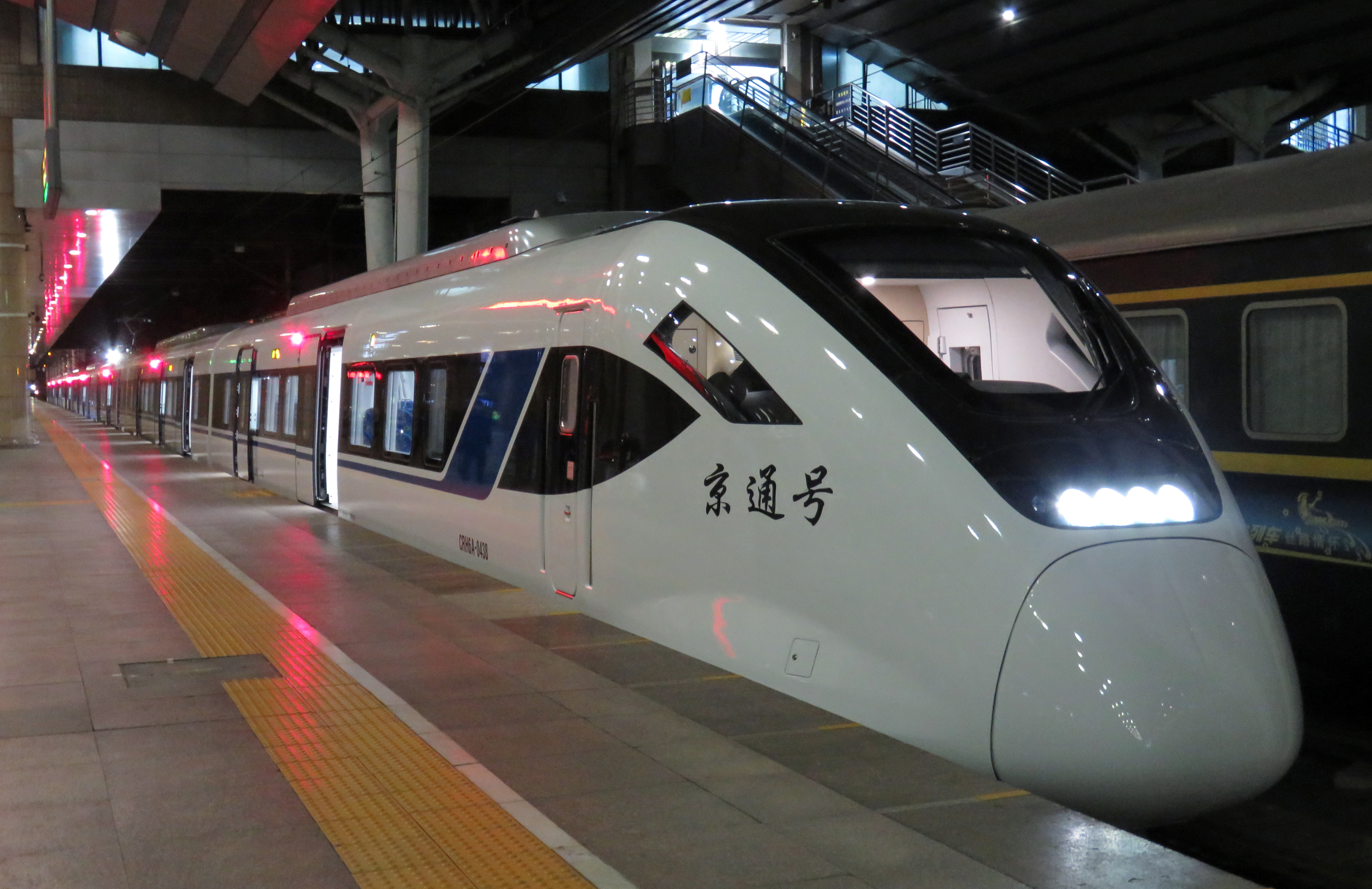
由CRH6A型0438号动车组担当的S104次列车抵达北京西站1站台

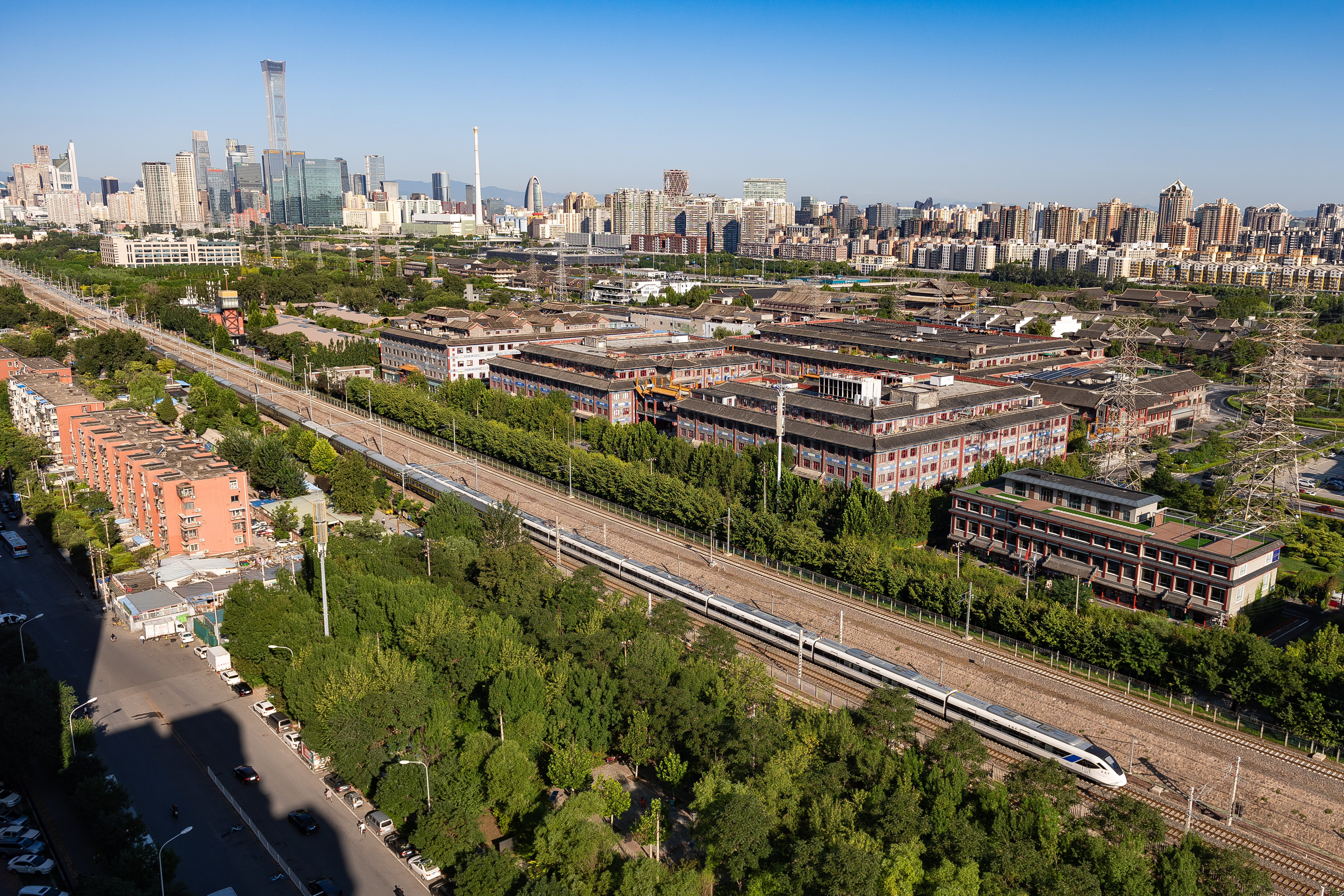
S105次列车行驶在京哈铁路北京东-双桥区间

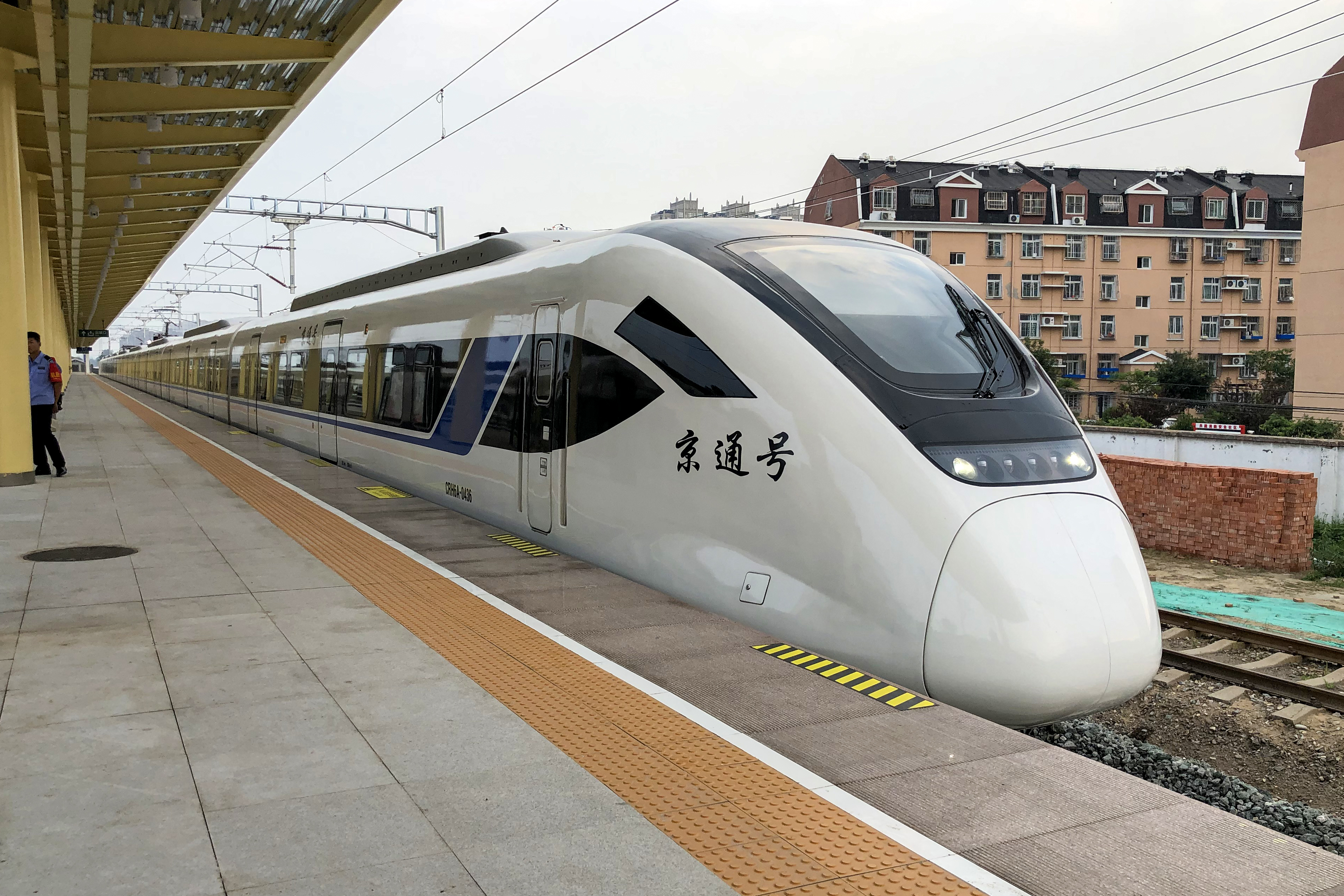
城市副中心线列车在乔庄东站等待发车（2019年7月）

北京城市副中心线采用CRH6A型电力动车组，配属北京局集团北京西动车运用所，其最大载客量可达1471人，全列均不对号入座。用于副中心线的CRH6A于2017年12月7日起陆续交付给北京城市铁路投资发展有限公司，并被命名为“京通号”。该列车配有车载WiFi接收器。

## 运营
2017年12月31日，城市副中心线开通运营。2019年6月20日，城市副中心线东延至乔庄东站，运营区段调整为北京西站-乔庄东站。2020年6月30日，北京市郊铁路城市副中心线西延开通运营。

### 票价
城市副中心线采用与城市轨道交通一致的票制票价，城市副中心线良乡站至乔庄东站全程票价8元。城市副中心线支持北京市政交通一卡通、市郊铁路一卡通、亿通行APP二维码(需人码合一认证)、中铁银通卡及铁路磁质车票(含电子票)实名制乘车。
| 6 | 北京西 |      |        |      |        |
| 7 | 4      | 北京 |        |      |        |
| 7 | 5      | 3    | 北京东 |      |        |
| 8 | 6      | 5    | 5      | 通州 |        |
| 8 | 7      | 6    | 5      | 3    | 乔庄东 |

### 时刻表
表为2024年7月1日起时刻表。
| 下行 良乡（北京西）-乔庄东（通州） | 下行 良乡（北京西）-乔庄东（通州） | 下行 良乡（北京西）-乔庄东（通州） | 下行 良乡（北京西）-乔庄东（通州） | 下行 良乡（北京西）-乔庄东（通州） | 下行 良乡（北京西）-乔庄东（通州） | 下行 良乡（北京西）-乔庄东（通州） |      | 上行 乔庄东（通州）-良乡（北京西） | 上行 乔庄东（通州）-良乡（北京西） | 上行 乔庄东（通州）-良乡（北京西） | 上行 乔庄东（通州）-良乡（北京西） | 上行 乔庄东（通州）-良乡（北京西） | 上行 乔庄东（通州）-良乡（北京西） | 上行 乔庄东（通州）-良乡（北京西） |
| 车次                               | 良乡                               | 北京西                             | 北京                               | 北京东                             | 通州                               | 乔庄东                             | 车次 | 乔庄东                             | 通州                               | 北京东                             | 北京                               | 北京西                             | 良乡                               |                                    |
| S101                               | －                                 | 06:57                              | 07:11/12                           | －                                 | 07:30/31                           | 07:40                              | S110 | 05:59                              | 06:08/09                           | －                                 | 06:30/31                           | 06:45                              | －                                 |                                    |
| S103                               | 06:48                              | 07:13/15                           | 07:29/31                           | －                                 | 07:50                              | －                                 | S102 | 07:07                              | 07:16/18                           | 07:31/32                           | 07:43/44                           | 07:58                              | －                                 |                                    |
| S105                               | 07:11                              | 07:38/48                           | 08:02/06                           | －                                 | －                                 | 08:30                              | S112 | 11:59                              | 12:08/09                           | 12:23/24                           | 12:35/37                           | 12:52                              | －                                 |                                    |
| S111                               | －                                 | 13:20                              | 13:35/39                           | －                                 | 13:58/59                           | 14:08                              | S104 | 17:56                              | －                                 | －                                 | 18:20/22                           | 18:36/40                           | 19:05                              |                                    |
| S107                               | －                                 | 18:23                              | 18:37/38                           | －                                 | 18:57/58                           | 19:06                              | S106 | 18:29                              | －                                 | 18:47/48                           | 18:58/59                           | 19:13/16                           | 19:41                              |                                    |
| S109                               | －                                 | 19:54                              | 20:08/16                           | -                                  | 20:40/42                           | 20:51                              | S108 | －                                 | 18:59                              | －                                 | 19:18/19                           | 19:33                              | －                                 |                                    |

## 车站
| 北京市郊铁路城市副中心线 |                   |                |               |                                                     |                |                 |          |
| 图片 | 站名[1]           | 里程[2] （km） | 站间距 （km） | 轨道换乘[3]                                         | 行政区         | 开通日期        | 站场规模 |
| | 良乡站            | 0              | -             | 京广铁路 西长铁路                                   | 北京市房山区   | 2020年 6月30日  | 2台10线  |
| | 房山东站 (长阳站) | 未知           | 未知          |                                                     | 北京市房山区   | 2026年          |          |
| | 后吕村站          | 未知           | 未知          | █ 1号线 (支线)                                      | 北京市丰台区   | 2026年          |          |
| 未知 | 衙门口东站[4]     | 未知           | 未知          | █ 11号线                                            | 北京市石景山区 | 2026年          | 2台4线   |
| | 北京西站          | 31             | 31            | █ 7号线 █ 9号线 京九铁路 西长铁路 京广高铁 京雄城际 | 北京市丰台区   | 2017年 12月31日 | 10台20线 |
| | 北京站            | 40             | 9             | █ 2号线 京哈铁路 京沪铁路                           | 北京市东城区   | 2017年 12月31日 | 8台16线  |
| | 北京东站          | 45             | 5             | █ 28号线 京哈铁路                                   | 北京市朝阳区   | 2017年 12月31日 | 2台3线   |
| | 通州站            | 60             | 15            | 不適用                                              | 北京市通州区   | 2017年 12月31日 | 2台4线   |
| | 乔庄东站          | 63             | 3             | 不適用                                              | 北京市通州区   | 2019年 6月20日  | 1台3线   |
| 注释 |                   |                |               |                                                     |                |                 |          |
| 1 斜体标示的车站，尚未启用；粗体标示的车站为已启用的轨道换乘车站。 2 里程为自良乡站起的运价里程。 3 斜体标示的换乘，尚未启用。 4 衙门口东站为新建车站，尚未开工建设。 |                   |                |               |                                                     |                |                 |          |

## 客流量
2020年，副中心线年旅客发送量46.0万人次，相比2019年同比增长15.6%。日均旅客发送量0.1万人次。
2020年6月30日良乡站开通后，副中心线客流量出现明显增长。全线工作日客流较开通前增长了120%，在7月27日突破了2000人次。良乡站周客流同比开通第一周，增长了约71%，日均到发客流近600人次，约占到全线客流的40%。
| 指标         | 2017年 | 2018年 | 2019年 | 2020年 | 2021年 | 2022年 |
| ------------ | ------ | ------ | ------ | ------ | ------ | ------ |
| 年旅客发送量 | 0.07   | 16.7   | 39.8   | 46.0   | 68.8   | 47.1   |
| 日均发送量   | 0.07   | 0.04   | 0.1    | 0.1    | 0.2    | 0.1    |

## 未来发展

### 长阳至琉璃河段整体提升工程
副中心线拟先期启动西段整体提升工程，新建长阳站，改造窦店站、琉璃河站，并对长阳至良乡南关段线路实施复复线化改造。预计2021年12月开工建设。2021年5月26日，整体提升工程北京西至良乡段率先开始环境影响评价第一次公示，此次公示的主要工程内容包括长阳至良乡站新增三四线约4.5公里，新建衙门口站、长阳站，改建北京西站、后吕村站及良乡站。2022年6月17日，北京西至良乡段开始环境影响评价第二次公示。2022年12月29日，《房山报》将长阳站改称为房山东站。根据2023年石景山区“两会”公布的消息，衙门口站更名为衙门口东站，选址位于莲石东路与重聚中街交叉口西南侧，建筑面积约3100平方米，车站规模为2台4线。
副中心线西段整体提升工程全長31.6公里，完工后新建房山東  (长阳)、衙門口东 (衙門口)2座車站，改建良鄉、后呂村2座車站，其中新增房山東、后呂村、衙門口东3个车站办客，并增購動車組列車，完工初、近、远期开行能力分别为每日18对、31对和44对，实现市郊铁路“公交化运营”。该工程原定2024年建成投运，但直到2024年才进行招标，6月宣布中标信息，9月全线开工，预计2026年建成投运。

### 北京至通州段独立复线工程
市郊铁路城市副中心线北京至通州段独立复线工程，即京唐城际铁路北京至通州段工程。工程自北京站起，沿北京机务段至北京东站，在现有北京东站北侧设置新站场，之后以高架桥的形式跨越至京哈线南侧，过双桥站之后入地，直至在建的北京城市副中心站。由于这一工程涉及迁建北京机务段、北京车辆段及众多房屋，且投资巨大，故这一工程暂未提至日程。

### 利用京哈铁路及京唐城际铁路延伸至三河及香河计划
为便于市郊铁路城市副中心线延伸至廊坊北三县地区，京唐城际铁路香河站在设计过程中设置了2座岛式站台，且西咽喉也由设计初期的一条单渡线改为一组八字渡线，便于市郊列车的转线及折返。